# Sievekingia herrenhusana
Sievekingia herrenhusana är en orkidéart som beskrevs av Rudolph Jenny. Sievekingia herrenhusana ingår i släktet Sievekingia och familjen orkidéer.
Artens utbredningsområde är Ecuador. Inga underarter finns listade i Catalogue of Life.